# Métro de Hô Chi Minh-Ville
Le métro de Hô Chi Minh-Ville est un réseau de métro à Hô Chi Minh-Ville, au Viêt Nam. Sa première ligne a été inaugurée le 22 décembre 2024.

## Histoire
L'ouverture de la première ligne, reliant le marché Bên Thành, situé en centre-ville, au parc d'attractions Suoi Tien à l'Est, était initialement prévue pour 2022,. Elle a finalement lieu le 22 décembre 2024. La construction de plusieurs autres lignes est prévue après 2020.

## Projets
Le projet du métro de Hô Chi Minh-Ville est géré par le Management Authority for Urban Railways (MAUR), un comité sous la direction du président du comité populaire de Hô Chi Minh-Ville.
Le plan actuel proposé par le comité prévoit non moins de six lignes de métro. Allant jusqu'en 2020, le plan maître de la ville prévoit trois lignes monorail ou de métro léger ayant une longueur totale de 37 km, ainsi que six lignes de métro souterraines ayant une longueur totale de 107 km. Le marché Ben Thanh, déjà terminus pour le réseau d'autobus, deviendra également un terminus pour plusieurs lignes de métro.

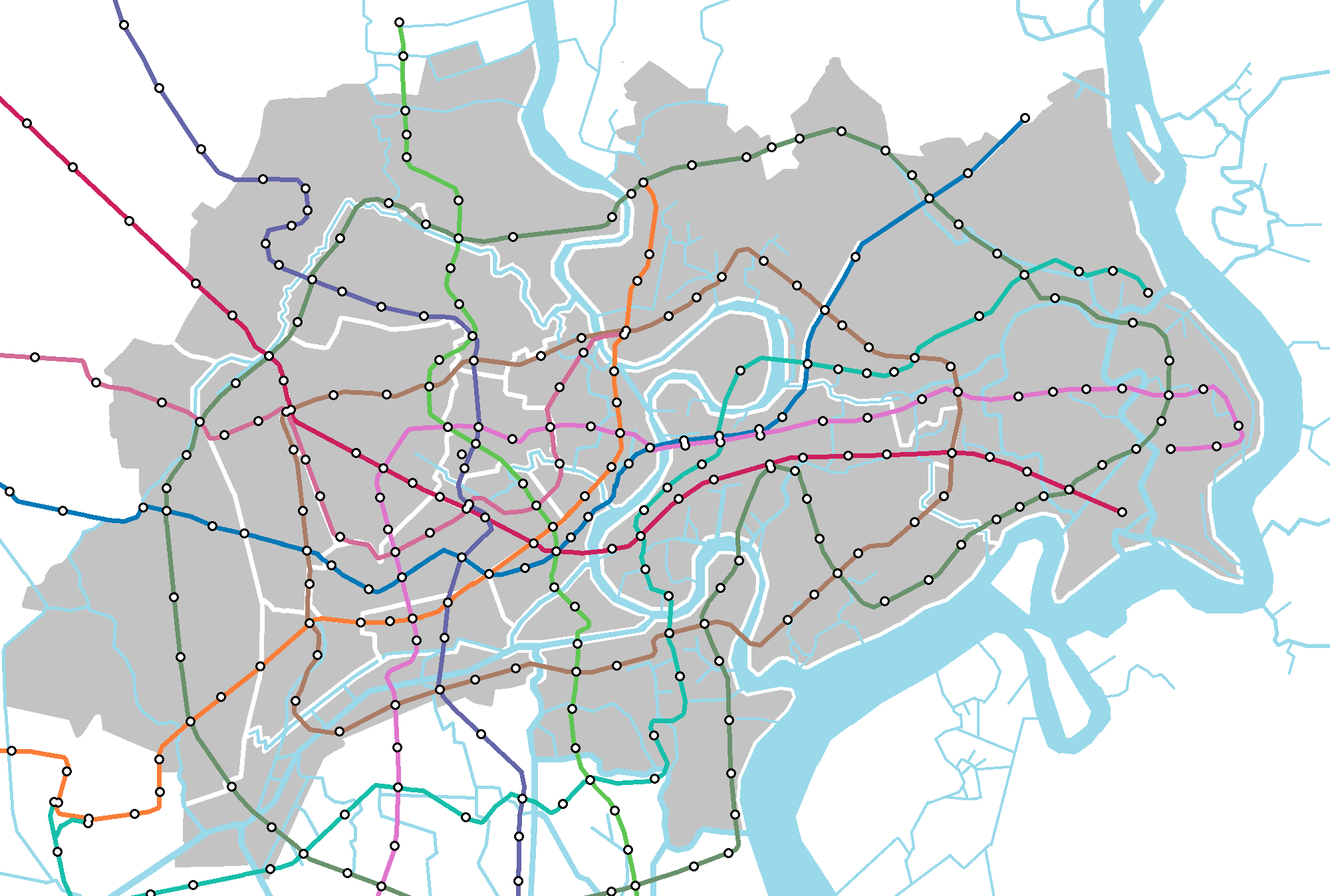
Le plan (prévisionnel).

| Ligne | Nom          | Longueur | Stations | Début               | Fin                    | Date             |
| ----- | ------------ | -------- | -------- | ------------------- | ---------------------- | ---------------- |
| 1     | Sài Gòn      | 19,7 km  | 14       | Ben Thanh           | Gare routière de l'Est | 22 décembre 2024 |
| 2     | Bà Quẹo      | 10,18 km | 11       | Thủ Thiêm           | Cu Chi                 | 2030             |
| 3A    | Tân Kiên     | 19,8 km  | 17       | Station Ben Thanh   | Tân Kiên               |                  |
| 3B    | Thị Nghè     | 12,2 km  | 10       | Rond-point Cộng Hòa | Hiệp Binh Phước        |                  |
| 4     | Gò Vấp       | 35,7 km  | 32       | Thạnh Xuân          | Hiệp Phước             |                  |
| 4B    | Tân Sơn Nhất | 3,2 km   | 3        | Gia Định            | Lăng Cha Cả            |                  |
| 5     | Cần Giuộc    | 23,4 km  | 22       | Thủ Thiêm           | Can Giuoc              |                  |
| 6     | Đầm Sen      | 6,8 km   | 7        | Phú Lâm             | Carrefour Bà Quẹo      |                  |
| T1    |              | 12,8 km  | 23       | Ba Son              | Bến xe Miền Tây        |                  |
| M2    |              | 27,2 km  | 17       | Thanh Đa            | Bình Hưng              |                  |
| M3    |              | 16,5 km  | 8        | Go Vap              | Tân Chánh Hiệp         |                  |